# Micromamífero

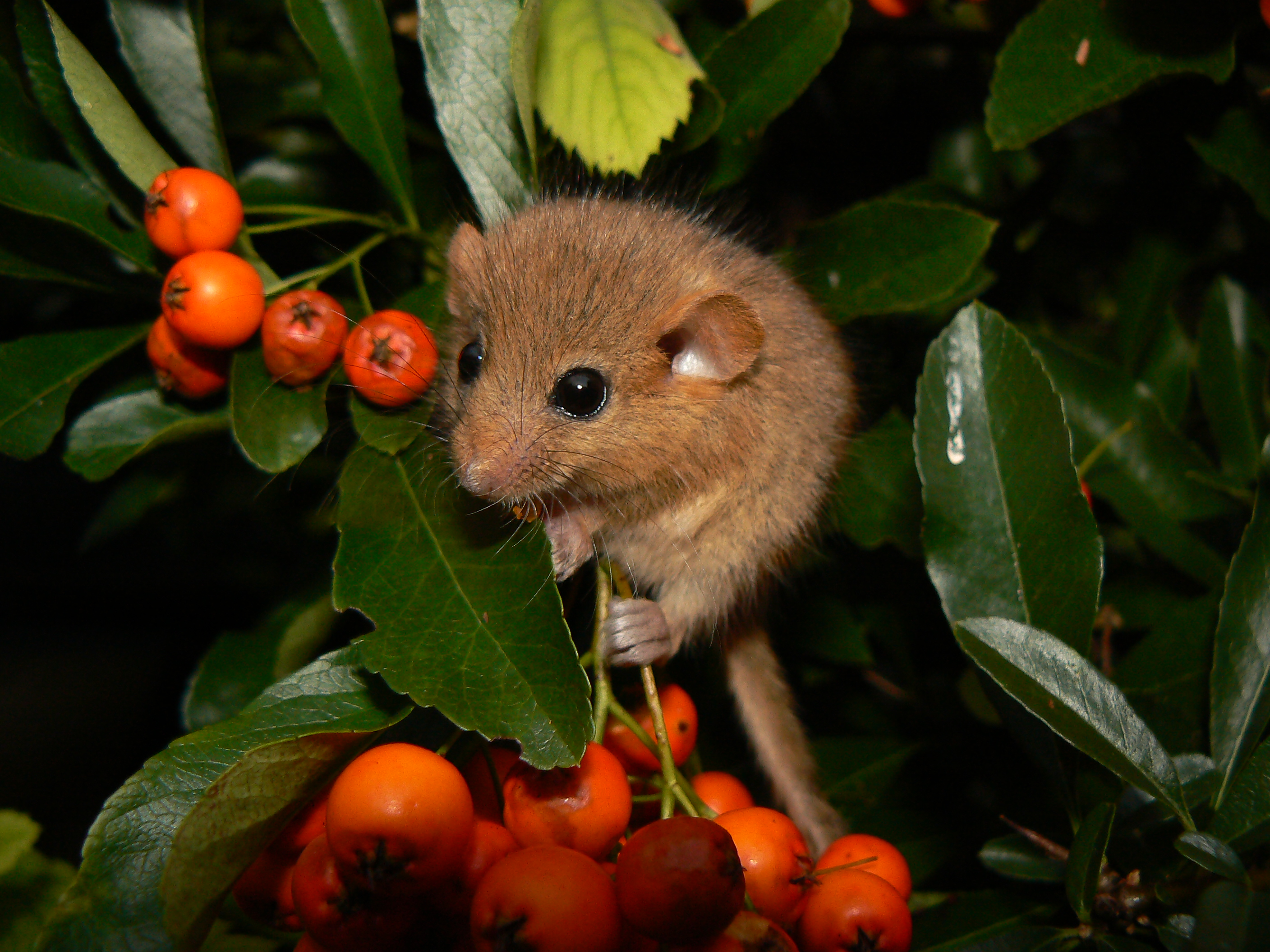
Muscardinus avellanarius.

Un micromamífero es un mamífero de talla pequeña. Se trata de un término casi coloquial, sin valor taxonómico, pero muy usado en las publicaciones científicas para indicar a aquellos órdenes de mamíferos –y, por extensión, a los individuos o especies pertenecientes a los mismos– en los que la mayor parte de las especies que los forman son de tamaño reducido. No se incluyen las especies pequeñas o ejemplares infantiles de otros grupos de mamíferos en los que, en general, sus individuos son de mayor talla (carnívoros, primates, ungulados, etc.).
Se suelen incluir bajo esta denominación a insectívoros, quirópteros, roedores y lagomorfos, aun cuando algunas especies de roedores sean de gran talla (como el capibara o el castor). En América del Sur se incluye también a los taxones pertenecientes a la subclase Marsupialia.
En el registro fósil es frecuente encontrar yacimientos en los que los únicos taxones representados son de mamíferos de pequeña talla (micromamíferos), debido, principalmente, a las especiales condiciones de acumulación de restos (tafonomía), por ejemplo por la actividad de algunas aves de presa (acumulación de egagrópilas). Los paleomastólogos también tienden a especializarse (y en consecuencia las publicaciones que producen) en función del tamaño de los objetos de estudio (macro- o micromamíferos), pues las técnicas de prospección/muestreo, extracción y preparación son muy diferentes.
Los fósiles de micromamíferos del Cenozoico, en su conjunto, tienen una gran importancia para la bioestratigrafía de las cuencas sedimentarias continentales y como indicadores paleoclimáticos.